# Abdij van Rievaulx
De Abdij van Rievaulx is een voormalige cisterciënzerabdij in het Engelse Yorkshire. Ze is gelegen in het dorpje Rievaulx, nabij Helmsley in North Yorkshire, Engeland. Eertijds was ze een van de meest welvarende abdijen in Engeland. Ze werd tijdens de Dissolution onder Hendrik VIII in 1538 gesloten en verwoest. De ruïnes zijn een toeristische attractie geworden.

## Stichting
De abdij van Rievaulx werd in 1132 gesticht door twaalf monniken die vanuit de abdij van Clairvaux waren gezonden. Het doel was een missioneringscentrum te hebben voor de kolonisatie van Noord-Engeland en Schotland. Het was de eerste Cisterciënzerabdij in het noorden. Tijdens de komende jaren werd Rievaulx een van de grootste abdijen van Yorkshire; alleen Fountains Abbey had een grotere faam.
De afgelegen locatie was ideaal voor de beleving van het Cisterciënzerideaal van gebed en een autarkische economie met zo weinig mogelijk contact met de buitenwereld. De stichter en patroon, Walter Espec, stichtte tevens een andere Cisterciënzergemeenschap, Wardon Abbey, Bedfordshire, op een van zijn onvruchtbare erfland.

## Financiële welvaart
De abdij is gelegen in een bebost dal nabij de rivier de Rye, beschut tussen de heuvels. In de omgeving is er voldoende vlak land om te verbouwen. De rivier werd enkele meter verlegd van haar oorspronkelijke bedding. De monniken veranderden  de rivier driemaal van loop tijdens de 12e eeuw. Het oude tracé is nog steeds zichtbaar op de abdijgronden. Het is een illustratie van het technisch kunnen van de monniken, die in de loop van de tijd een zeer winstgevende mijnindustrie op na hielden van lood en ijzer, tevens hoedden schapen en verkochten ze wol. De abdij van Rievaulx werd uiteindelijk de grootste en rijkste abdij in Engeland, met 140 koormonniken en 600 lekenbroeders, met een totaal areaal van ca. 24 km² en dochterhuizen over Engeland en Schotland.
Tegen het einde van de 13e eeuw echter kwam echter een periode van verval in de bouwprojecten en een groot verlies van inkomsten door een epidemische schapenziekte.
Dit verval werd in de 14e eeuw nog versterkt door een decimering van het aantal leden door de Zwarte Dood, waardoor het moeilijk werd nog lekenbroeder voor de handarbeid te werven. De abdij werd gedwongen een groot deel van zijn landgoederen te gelde te maken. Omstreeks 1381 bestond de abdij uit nog slechts 14 koormonniken, 3 lekenbroeders en een abt. Noodgedwongen werden sommige gebouwen hierom afgebroken.
In de loop van de 15e eeuw werd de oorspronkelijke strikte observantie van de Regel van Benedictus verlaten ten voordele van een comfortabeler leven. Het eten van vlees werd toegestaan en voor de monniken was meer privacy toegestaan. Zo had de abt een belangrijke huishoudstaf.

## Opheffing
De abdij werd opgeheven door koning Hendrik VIII in 1538. Tegen die tijd bestond de abdij uit 72 gebouwen die slechts werden bewoond door een abt, 21 monniken en 102 dienaars. Ze had een inkomen van £ 351 per jaar. Ze bezat in Laskill een prototype van een hoogoven die staal kon produceren op dezelfde efficiënte wijze als een modern exemplaar. Volgens Gerry McDonnell (archeometallurgist aan de universiteit van Bradford), vertraagde de opheffing van Rievaulx de Industriële revolutie met twee en een halve eeuw.
Hendrik VIII beval dat de gebouwen moesten worden ontdaan van alles van waarde en onbewoonbaar moesten worden gemaakt. Het abdijdomein werd geschonken aan de Hertog van Rutland.
In de jaren 1750 verfraaide Thomas Duncombe III het domein met een terras met twee Griekse tempeltjes. Deze worden de Rievaulx Terrace & Temples genoemd en staan onder beheer van de National Trust. De ruïnes van de abdij bestaan nog steeds en staan onder beheer van English Heritage.
Bij zijn verheffing in de adelstand in 1983 verkoos de voormalig eerste minister Harold Wilson, een patriottische Yorkshireman, de baronstitel Baron Wilson of Rievaulx.